# Sunisenselkä
Sunisenselkä är en vik i Finland.   Den ligger i landskapet Södra Karelen, i den södra delen av landet, 200 km nordost om huvudstaden Helsingfors.